# Хатип, Арсен Габиденулы
Арсен Габиденулы Хатип (род. 25 сентября 1985, Гурьевская область) — казахстанский самбист и дзюдоист, серебряный призёр 2-х детских Азиатских игр 2000 года по дзюдо, победитель и призёр международных турниров по дзюдо, серебряный (2005) и бронзовый (2010) призёр чемпионатов мира по самбо, Мастер спорта международного класса Республики Казахстан. По самбо выступал в первой полусредней весовой категории (до 68 кг). С 2015 года главный тренер юниорской сборной Казахстана по дзюдо.